# Brügg
Brügg é uma comuna da Suíça, situada no distrito administrativo de Bienna, no cantão de Berna. Tem 5,0 km² de área e sua população em 2018 foi estimada em 4.388 habitantes.